# Grand Prix Espoo
Grand Prix Espoo – międzynarodowe zawody w łyżwiarstwie figurowym seniorów rozgrywane w Finlandii w 2018 oraz 2022 roku. Wchodzą w cykl zawodów Grand Prix organizowanych przez Międzynarodową Unię Łyżwiarską zastępując chińskie zawody Cup of China.
Wcześniejsza nazwa to Grand Prix Helsinki (2018).

## Medaliści

### Soliści
| Rok  | Miasto   | Złoto        | Srebro         | Brąz         | Wyniki |
| ---- | -------- | ------------ | -------------- | ------------ | ------ |
| 2018 | Helsinki | Yuzuru Hanyū | Michal Březina | Cha Jun-hwan | [ 2 ]  |
| 2022 | Espoo    | Ilia Malinin | Shun Satō      | Kévin Aymoz  | [ 3 ]  |
| 2023 | Espoo    | Kao Miura    | Shun Satō      | Kévin Aymoz  | [ 4 ]  |

### Solistki
| Rok  | Miasto   | Złoto          | Srebro                   | Brąz           | Wyniki |
| ---- | -------- | -------------- | ------------------------ | -------------- | ------ |
| 2018 | Helsinki | Alina Zagitowa | Stanisława Konstantinowa | Kaori Sakamoto | [ 5 ]  |
| 2022 | Espoo    | Mai Mihara     | Loena Hendrickx          | Mana Kawabe    | [ 6 ]  |
| 2023 | Espoo    | Kaori Sakamoto | Rion Sumiyoshi           | Amber Glenn    | [ 7 ]  |

### Pary sportowe
| Rok  | Miasto   | Złoto                                  | Srebro                               | Brąz                                   | Wyniki |
| ---- | -------- | -------------------------------------- | ------------------------------------ | -------------------------------------- | ------ |
| 2018 | Helsinki | Natalja Zabijako / Aleksandr Enbiert   | Nicole Della Monica / Matteo Guarise | Darja Pawluczenko / Dienis Chodykin    | [ 8 ]  |
| 2022 | Espoo    | Rebecca Ghilardi / Filippo Ambrosini   | Alisa Jefimowa / Ruben Blommaert     | Anastasija Mietelkina / Daniił Parkman | [ 9 ]  |
| 2023 | Espoo    | Minerva Fabienne Hase / Nikita Wołodin | Sara Conti / Niccolò Macii           | Marija Pawłowa / Aleksiej Swiatczenko  | [ 10 ] |

### Pary taneczne
| Rok  | Miasto   | Złoto                              | Srebro                                       | Brąz                                | Wyniki |
| ---- | -------- | ---------------------------------- | -------------------------------------------- | ----------------------------------- | ------ |
| 2018 | Helsinki | Aleksandra Stiepanowa / Iwan Bukin | Charlene Guignard / Marco Fabbri             | Lorraine McNamara / Quinn Carpenter | [ 11 ] |
| 2022 | Espoo    | Piper Gilles / Paul Poirier        | Kaitlin Hawayek / Jean-Luc Baker             | Juulia Turkkila / Matthias Versluis | [ 12 ] |
| 2023 | Espoo    | Madison Chock / Evan Bates         | Laurence Fournier Beaudry / Nikolaj Sørensen | Juulia Turkkila / Matthias Versluis | [ 13 ] |